# Caubios-Loos
Caubios-Loos település Franciaországban, Pyrénées-Atlantiques megyében. Lakosainak száma 675 fő (2022. január 1.). Caubios-Loos Aubin, Bournos, Doumy, Sauvagnon és Uzein községekkel határos.

## Népesség
A település népességének változása:
| Lakosok száma | 509  | 527  | 562  | 563  | 581  | 598  | 626  | 665  | 675  |
|               | 2013 | 2015 | 2016 | 2017 | 2018 | 2019 | 2020 | 2021 | 2022 |